# Kelloggella cardinalis
Kelloggella cardinalis és una espècie de peix de la família dels gòbids i de l'ordre dels perciformes.

## Morfologia
- Els mascles poden assolir 2,5 cm de longitud total.[4][5]

## Alimentació
Menja algues i crustacis.

## Hàbitat
És un peix marí, de clima tropical i demersal que viu entre 0-2 m de fondària.

## Distribució geogràfica
Es troba a Austràlia (incloent-hi l'Illa Christmas), Fiji, Guam, el Japó (incloent-hi les Illes Ryukyu), Kiribati, les Illes Marshall, Nova Caledònia, Palau, les Filipines, Samoa, Taiwan, Tonga i Vanuatu.

## Observacions
És inofensiu per als humans i és capaç de respirar aire quan es troba fora de l'aigua.